# Росс, Эван
Эван Олав Нэсс (англ. Evan Olav Næss; род. 26 августа 1988 года) — американский актёр и музыкант, сын музыкальной звезды Дайан Росс. Брат актрис Ронды Росс Кендрик и Трейси Эллис Росс, и певицы Леоны Несс.

## Ранние годы
Эван Олав Нэсс родился в Гринвиче, штат Коннектикут в семье известной певицы Дайан Росс и норвежского бизнесмена Арни Нэсса-Младшего. У юноши есть три сестры по линии матери — Трейси Эллис Росс, Ронда Росс Кендрик и Чадни Росс, три брата и две сестры по линии отца — Кростоффер, Никлас, Луис, Леона Нэсс и Катинка; и один родной брат Росс Нэсс от отца и матери. В 2004 году отец Росса погиб во время скалолазания в горах Южной Африки.

## Карьера

### Актёрская карьера
Росс начал карьеру актёра, продолжая учёбу в школе. Первой крупной ролью стал драматический фильм «Вне закона», вышедший в марте 2006 года, где также снялись T.I. и Big Boi. Также актёр получил восторженные отзывы за исполнение роли проблемного подростка в драме «Жизненная поддержка» с Куин Латифой и Трейси Эллис Росс, сыгравшей старшую сестру его героя. Также актёр снялся в биографической драме «Гордость» и появился в роли-камео в телесериале «Подруги» — эпизод «What’s Black-A-Lackin'?» срежиссировала Трейси Эллис Росс. Затем Росс снялся в фильме «Патрульный» с Кьюба Гудингом-Младшим, и картине «Весёлая жизнь в Крэктауне». Росс сыграл возлюбленного Хилари Дафф в комедийной драме «Грета» 2009 года. Снялся в клипах «Nasty Girl» исполнителя Notorious B.I.G. (2005) и «Just Go» Лайонела Ричи.
В 2010 году Росс получил роль Чарли Сэлби, сводного брата Лиама Курта в третьем сезоне молодёжного телесериала «90210: Новое поколение» канала The CW — в его героя влюбилась Энни Уилсон в исполнении Шеней Граймс. Следующей работой стала главная роль в драме «Мусульманин», которая с успехом прошла по кино-фестивалями — в фильме также снялись Дэнни Гловер и Ниа Лонг. Сыграл в триллер «96 минут» с Бриттани Сноу — картина вышла в ограниченный прокат 27 апреля 2012 года. Росс выиграл премию SXSW в категории «Прорыв».

### Музыкальная карьера
В 2007 году Росс начал работу над своим первым альбоме в жанре R&B и поп. После четырёх лет работы, Эван выпустил сингл «Yes Me» 25 февраля 2011 года, продюсером которого выступил Тони ДеНиро, вместе с которым Росс написал песню.

## Личная жизнь
30 августа 2014 года женился на актрисе и певице Эшли Симпсон, с которой встречался 13 месяцев до их свадьбы. У супругов двое детей — дочь Джаггер Сноу Росс (род. 30 июля 2015) и сын Зигги Блу Росс (род. 29 октября 2020).

## Фильмография
| Год       |     | Русское название                           | Оригинальное название                 | Роль              |
| --------- | --- | ------------------------------------------ | ------------------------------------- | ----------------- |
| 1999      | тф  | Шелли Фишер                                | Shelly Fisher                         | Рики Бендер       |
| 2006      | ф   | Вне закона                                 | ATL                                   | Энтон «Энт» Суонн |
| 2006—2007 | с   | Всё о нас                                  | All of Us                             | Дэнни             |
| 2007      | тф  | Помоги жизни                               | Life Support                          | Амаре             |
| 2007      | ф   | Гордость                                   | Pride                                 | Реджи             |
| 2008      | ф   | Ночные сады                                | Gardens of the Night                  | Донни             |
| 2008      | с   | Подруги                                    | Girlfriends                           | Марко             |
| 2008      | ф   | Патрульный                                 | Linewatch                             | Литтл Бой         |
| 2009      | ф   | Весёлая жизнь в Крэктауне                  | Life Is Hot in Cracktown              | Ромео             |
| 2009      | ф   | Грета                                      | According To Greta                    | Джули             |
| 2009      | ф   | Транзит чёрной воды                        | Black Water Transit                   | Гэри Вермиллион   |
| 2010      | ф   | Дело 219                                   | Case 219                              | Камерон Портер    |
| 2010      | ф   | Мусульманин                                | Mooz-Lum                              | Тарик Махди       |
| 2010—2011 | с   | 90210: Новое поколение                     | 90210                                 | Чарли Селби       |
| 2011      | ф   | Семейное дерево                            | The Family Tree                       | Джош Кребс        |
| 2011      | ф   | Джефф, живущий дома                        | Jeff, Who Lives at Home               | Кевин             |
| 2011      | ф   | 96 минут                                   | 96 Minutes                            | Дре               |
| 2011      | с   | Удача                                      | Luck                                  | швейцар           |
| 2013      | в   | Бруклин в Манхэттене                       | N.Y.C. Underground                    | Сэм               |
| 2013      | тф  | —                                          | CrazySexyCool: The TLC Story          | Даллас Остин      |
| 2014      | ф   | Дикая природа Джеймса                      | All the Wilderness                    | Хармон            |
| 2014      | ф   | Прежде чем я уйду                          | Just Before I Go                      | Ромео             |
| 2014      | в   | Поселенцы                                  | Squatters                             | Эй Джей           |
| 2014      | ф   | Превосходство                              | Transcendence                         | Энтони            |
| 2014      | ф   | Голодные игры: Сойка-пересмешница. Часть 1 | The Hunger Games: Mockingjay — Part 1 | Мессалла          |
| 2015      | ф   | Голодные игры: Сойка-пересмешница. Часть 2 | The Hunger Games: Mockingjay — Part 2 | Мессалла          |
| 2015      | с   | Злой город                                 | Wicked City                           | Дайвер Хоукс      |
| 2017      | ф   | Проклятие Бакаут-роуд                      | The Curse of Buckout Road             | Аарон Пауэлл      |
| 2017—2019 | с   | Звезда                                     | Star                                  | Энджел Ривера     |
| 2018      | кор | —                                          | Sugar Daddy                           | Билли             |
| 2020      | ф   | Розовое небо впереди                       | Pink Skies Ahead                      | Камерон           |
| 2021      | ф   | Соединённые Штаты против Билли Холидей     | The United States vs. Billie Holiday  | агент Уильямс     |
| 2021      | ф   | Баскетболистка                             | She Ball                              | Майкл             |
| 2022      | ф   | Парень с того света                        | The Loneliest Boy in the World        | Джулиус           |
| 2023      | ф   | Снежный день в Окленде                     | A Snowy Day in Oakland                | Родни Смоллс      |